# Màng chuyển hướng ánh sáng ban ngày
Màng chuyển hướng ánh sáng ban ngày (DRF) là một màng nhựa mỏng, dẻo có thể được áp dụng cho cửa sổ để khúc xạ hoặc phản xạ ánh sáng tới, để các phần sâu hơn của căn phòng được chiếu sáng đều hơn. Nó có thể được sử dụng thay thế cho rèm mờ. Nó là một hình thức của ánh sáng lăng kính.

## Chức năng
Phản ứng của mắt người đối với ánh sáng là phi tuyến tính: giảm một nửa mức độ ánh sáng nhưng không làm giảm một nửa độ sáng nhận thấy của không gian, làm cho nó trông chỉ mờ hơn một chút. Nếu ánh sáng được phân phối lại từ những phần sáng nhất của một căn phòng cho tới những phần mờ nhất, căn phòng do đó sẽ sáng tổng thể, và thêm nhiều không gian có thể được cung cấp một mức độ hữu ích và tiện lợi của ánh sáng (xem các hình ảnh trước và sau từ một bài báo năm 1899, trái). Điều này có thể làm giảm nhu cầu chiếu sáng nhân tạo.
Khúc xạ và phản xạ toàn phần bên trong lăng kính quang học có thể bẻ cong chùm ánh sáng. Sự uốn cong của ánh sáng này cho phép nó được phân phối lại.
Mặc dù các màn tiết kiệm năng lượng từ ánh sáng, nhưng mức tiết kiệm của màng thay đổi đáng kể phụ thuộc vào khí hậu, khía cạnh, chi phí điện và loại ánh sáng hiện có. Với chi phí năm 2014, bao gồm cả nhân công, thời gian để hoàn vốn có thể cần đến nhiều thập kỷ.
Màng làm tăng diện tích ánh sáng mặt trời lên 200%.
Nó không chỉ hiệu quả đối với năng lượng chiếu sáng mà còn giúp làm mát và tiết kiệm năng lượng. Với sự quan tâm ngày càng tăng đối với các tòa nhà năng lượng xanh, sự quan tâm đến các màn chuyển hướng ánh sáng ban ngày này cũng đang tăng lên.

## Sản xuất
Màng chuyển hướng ánh sáng ban ngày được làm bằng acrylic trên nền polyester mềm dẻo, một mặt được phủ một lớp keo dính nhạy áp lực (để làm cho nó bong tróc và dính).
Có hai loại màng. Một số màng được đúc bằng lăng kính nhỏ, tạo thành một tấm lăng kính thu nhỏ linh hoạt. Các lăng kính được nối ở các cạnh thành một tấm. Một tấm lăng kính có phần giống như một thấu kính Fresnel tuyến tính, nhưng mỗi đỉnh có thể giống hệt nhau. Không giống như thấu kính Fresnel, ánh sáng không nhằm mục đích tập trung mà được sử dụng cho chiếu sáng anidolic.
Tấm màng khác được đúc với các lỗ rỗng gần ngang mỏng nhô vào hoặc xuyên qua lớp acrylic; các khe phản xạ toàn phần ánh sáng chiếu vào các bề mặt trên đi lên trên. Khúc xạ được giảm thiểu, để tránh tán sắc ánh sáng.
Các màng dựa trên sự phản chiếu trong suốt hơn (cả hai đều để ánh sáng qua lờ mờ), nhưng chúng có xu hướng đưa ánh sáng lên trần nhà, không vào sâu trong phòng. Màng dựa trên khúc xạ mờ nhiều hơn trong suốt, nhưng đảm bảo sự kiểm soát tốt hơn đối với hướng của chùm sáng đi ra; màng có thể được thực hiện trong nhiều hình dạng lăng kính để khúc xạ ánh sáng bởi nhiều góc độ khác nhau. Màng dựa trên khúc xạ là một phiên bản hiện đại nhẹ hơn của gạch lăng kính thủy tinh.
Màng cửa sổ chuyển hướng ánh sáng ban ngày ban đầu được làm bằng một tấm màng chuyển hướng và một màng khuếch tán giảm ánh sáng chói, thường nằm trên các bề mặt bên trong khác nhau của cửa sổ kính hai lớp, nhưng hiện có màng đơn tích hợp. Do cấu trúc lăng kính, nó chỉ hoạt động ở một số góc nhất định. Bằng cách làm mù DRF, bạn luôn có thể giữ hiệu ứng tương tự. Thêm bộ lọc chặn tia cực tím vào màng để chặn các tia UV có hại.